# Radcliff
Radcliff är en stad (city) i Hardin County, Kentucky, USA. Folkmängden uppgick till 21 688 vid folkräkningen 2010.